# Desges
Desges là một xã thuộc tỉnh Haute-Loire nam trung bộ nước Pháp. Xã Desges nằm ở khu vực có độ cao trung bình 700 mét trên mực nước biển.